# Chornomorsk
Chornomorsk (en ucraniano: Чорноморськ) es una ciudad ucraniana perteneciente al óblast de Odesa. Situada en el suroeste del país, es parte del raión de Odesa y del municipio (hromada) de homónimo.La ciudad es el tercer puerto marítimo del país por capacidad.  

## Toponimia
El nombre del asentamiento en ruso es Chernomorsk (en ruso: Чёрноморск). Entre 1952 y 2016 su nombre fue Ilichivsk en honor a Lenin, pero recuperó su nombre original durante la descomunización en Ucrania.

## Geografía
Chornomorsk es una ciudad satélite de Odesa, unos 20 km al suroestey a orillas del mar Negro. La ciudad y sus puertos están situados a las orillas del limán de Suji.

## Historia
Antes de la construcción de un puerto con una ciudad, la región era el sitio de una serie de granjas y aldeas no organizadas (jútores) que se conocían colectivamente como Bujovi jutori (een ucraniano: Бугові Хутори) porque los terrenos pertenecían al terrateniente Andri Buhovi. 
Después del establecimiento del régimen soviético, las tierras de la zona se nacionalizaron y en 1927 el asentamiento pasó a llamarse Illichivski Jutir.
En 1952 se estableció un puerto y el territorio circundante fue urbanizado y convertido en la ciudad de Illichivsk, recibiendo el estatus de asentamiento urbano (y en 1973 se le declaró ciudad). La construcción de barcazas comenzó al año siguiente, gracias a decenas de especialistas transferidos por el Ministerio de Construcción Naval de la Unión Soviética desde astilleros de Kaliningrado, Vladivostok o Mikolaiv.  La ciudad fue diseñada para convertirse en un nuevo hogar para la Compañía Marítima del Mar Negro (en aquel entonces el mayor operador de buques comerciales y de pasajeros del mundo). Chornomorsk, que originalmente era una aldea de casas rodantes de constructores, se ha expandido hasta convertirse en la ciudad más próspera de Ucrania en términos de ingreso per cápita. La mayoría de los residentes trabajan en el puerto (uno de los puertos más grandes de Europa) y en la industria marítima. Los residentes de Odesa han comenzado recientemente a trasladarse a Chornomorsk, más barata y con mayores ingresos.
El 12 de noviembre de 2015, el ayuntamiento decidió cambiar el nombre de la ciudad a Chornomorsk (en honor a la costa del Mar Negro en la que se encuentra la ciudad) por las leyes de descomunización aprobadas en el país. La decisión fue confirmada por la Rada Suprema el 4 de febrero de 2016.
Hasta el 18 de julio de 2020, Chornomorsk era una ciudad de importancia regional. El estatus fue abolido en julio de 2020 como parte de la reforma administrativa de Ucrania, que redujo el número de raiones del óblast de Odesa a siete. El área del municipio de Chornomorsk se fusionó con el raión de Odesa.

## Demografía
La evolución de la población de Chornomorsk entre 1939 y 2022 fue la siguiente:
| 600                                                           | 4214 | 30 340 | 43 133 | 54 838 | 54 151 | 59 718 | 59 724 | 59 261 | 57 983 |
| (Fuente: Cities & Towns of Ukraine y UKRAINE: Größere Städte) |      |        |        |        |        |        |        |        |        |

Según el censo de 2001, el 67,6% de la población son ucranianos, el 27,4% son rusos y el resto de minorías son principalmente bielorrusos (1,1%) y búlgaros (1%). En cuanto al idioma, la lengua materna de la mayoría de los habitantes, el 60,57%, es el ruso; del 38,23% es el ucraniano.

## Economía
Actualmente la capacidad del puerto mercantil es de 28,5 millones de toneladas. Puede recibir barcos durante todo el año y tiene conexión con 150 puertos del mundo. La sede y las instalaciones de fabricación de Antártida (la mayor empresa pesquera de Ucrania) se encuentran en la ciudad. Chornomorsk es un centro turístico en desarrollo, principalmente centrado en el turismo de sol y playa. Las playas, que se extienden a lo largo de 12 kilómetros a lo largo del mar, se mantienen limpias y ordenadas. De hecho, la playa de la ciudad recibió la Bandera Azul el 20 de mayo de 2011 (la única en Ucrania en recibirla).

## Infraestructura

### Transporte
Chornomorsk se conectó con una línea férrea de transbordadores de trenes de carga con Varna en Bulgaria en 1978. En el primer decenio (1978-1988), estos transbordadores habían transportado 1.000.000 de vagones de mercancías entre Illichivsk y Varna, y cada viaje duraba 17 horas en ambas direcciones. La ciudad también cuenta con una estación de ferrocarril de mercancías. La autopista M27 finaliza en la ciudad desde 2013.
El puerto se encuentra en una de las rutas de carga de la propuesta china para la Nueva Ruta de la Seda, que tendría un enlace oriental con China a través de ferry a Georgia, Azerbaiyán y a través del Mar Caspio, y un enlace occidental. en tren a Europa occidental.

## Cultura

### Deporte
En la ciudad hay un club de fútbol "Start", que juega en el campeonato ucraniano de fútbol playa.

## Galería

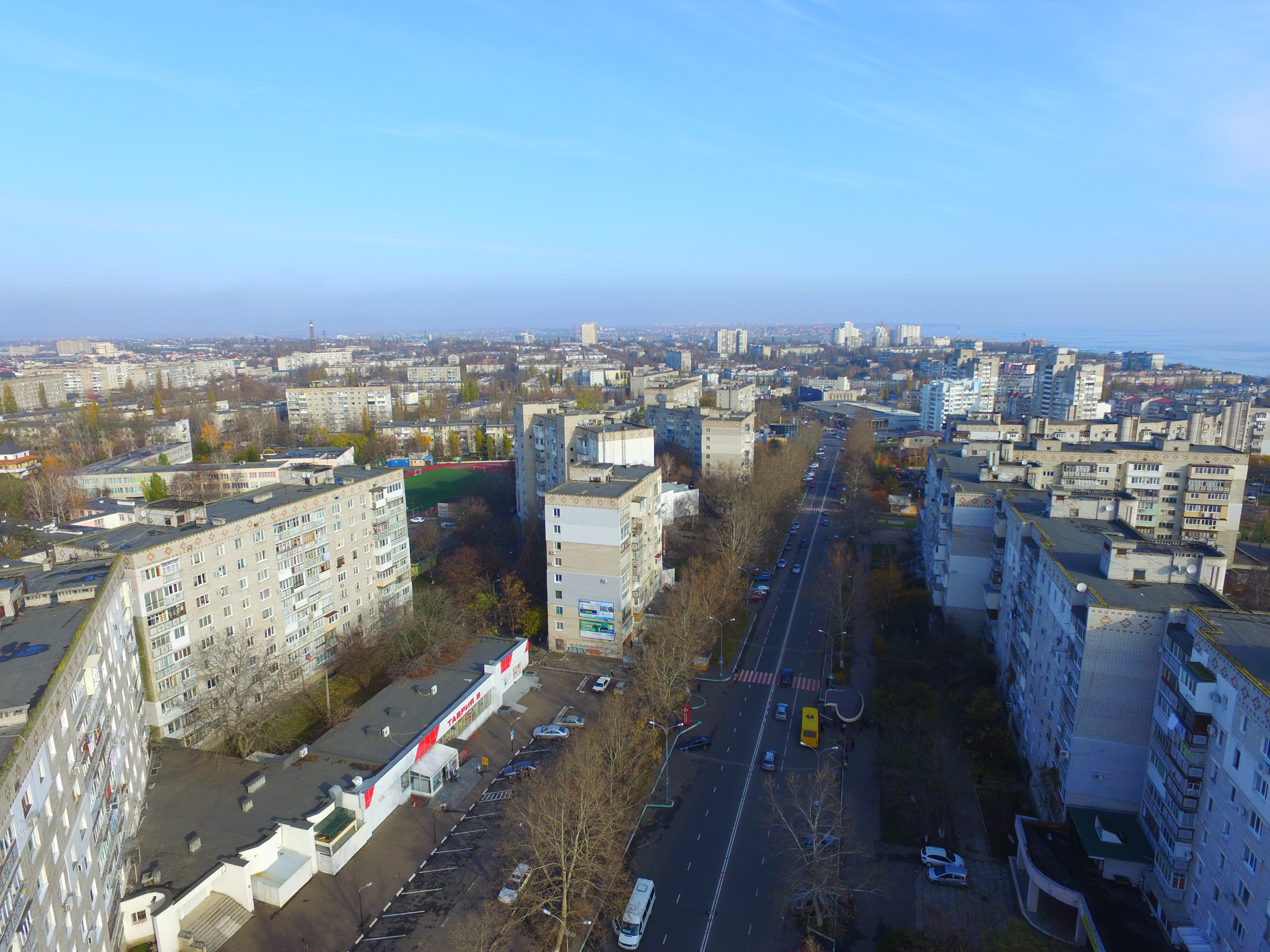
Avenida Myru
Paseo marítimo de Chornomorsk
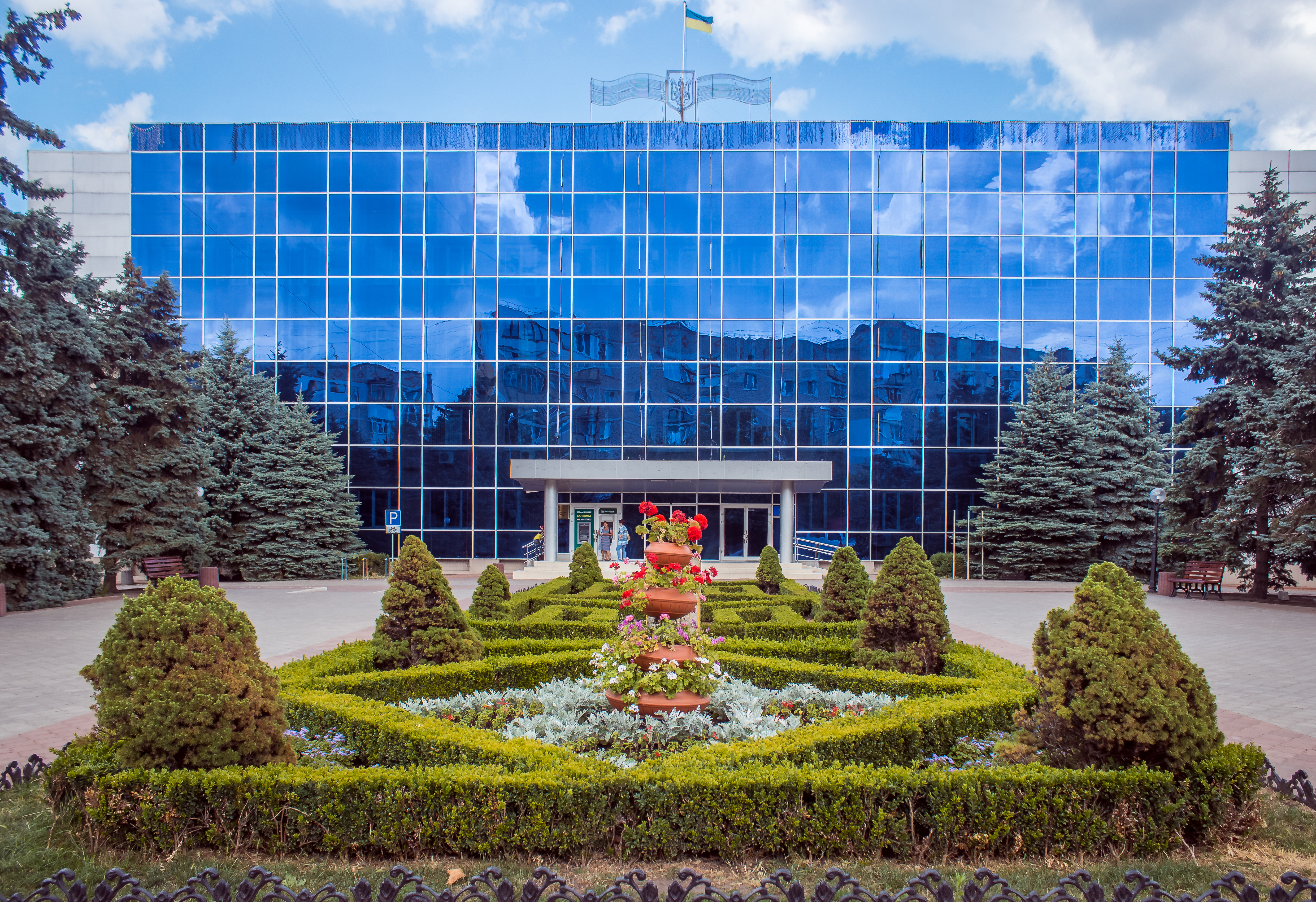
Ayuntamiento de Chornomorsk
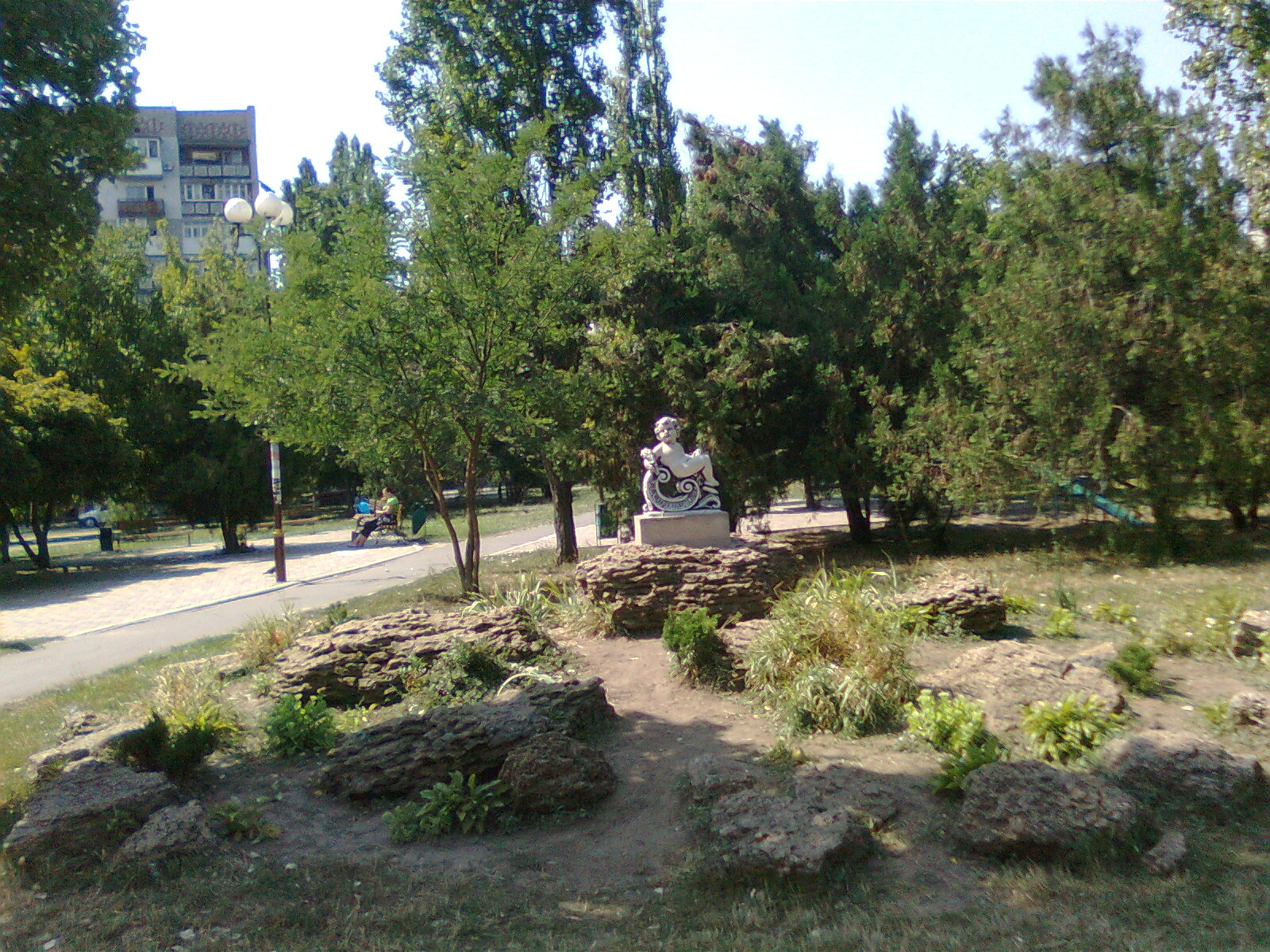
Parque Molozhni
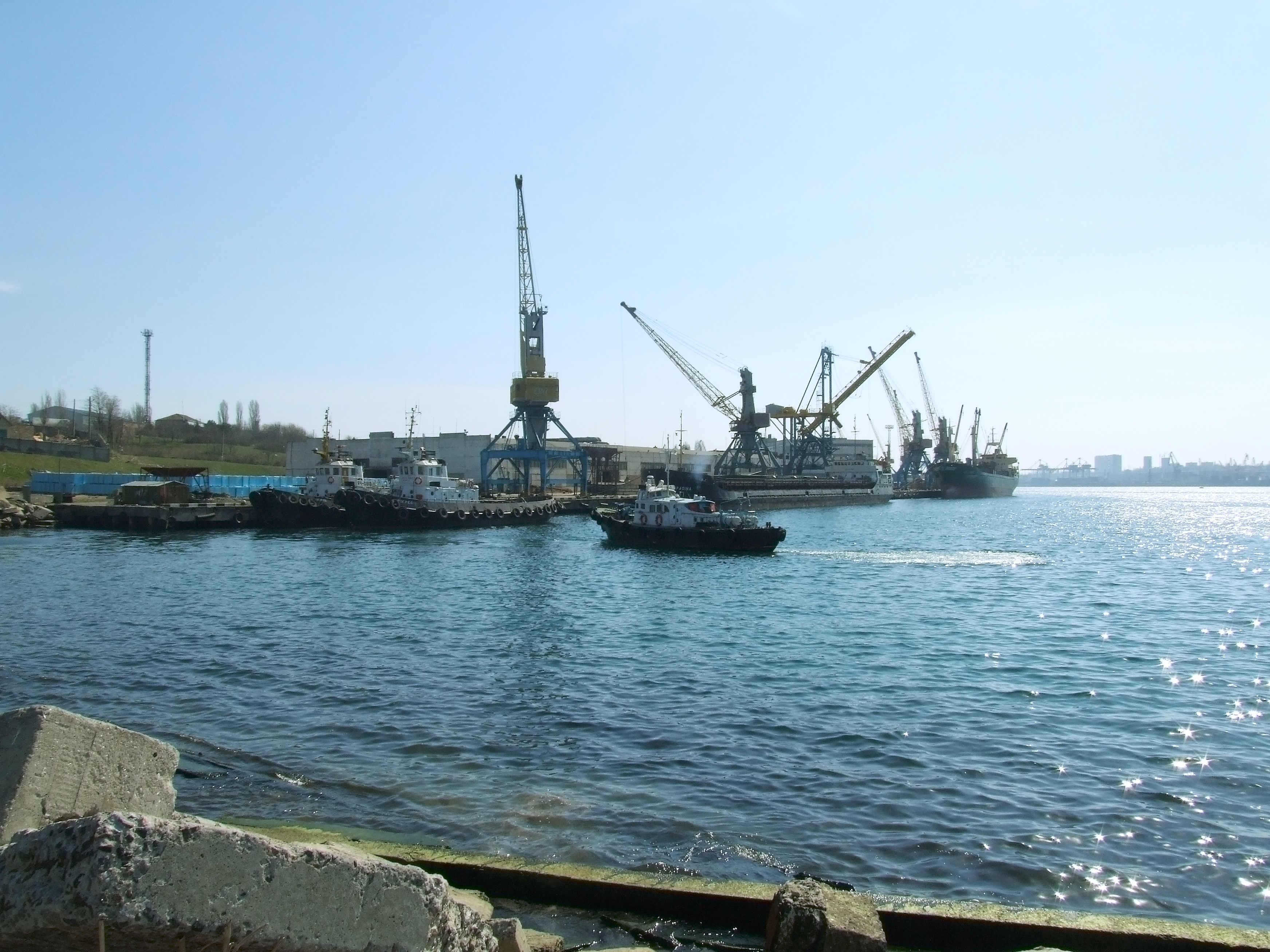
Puerto de Chornomorsk

## Ciudades hermanadas
Chornomorsk está hermanada con las siguientes ciudades:
- Wismar, Mecklemburgo-Pomerania Occidental, Alemania.
- Boynton Beach, Florida, Estados Unidos.[10]
- Maardu y Narva, Estonia.
- Poti, Georgia.
- Tczew, Polonia.
- Antalya, Turquía.